# Экуменическая деятельность Русской православной церкви
Экумени́ческая деятельность Русской православной церкви — активность епископата, клириков и мирян Русской православной церкви в сфере экуменизма. Данная деятельность в Русской православной церкви (как и экуменизм вообще) встречает самые разные оценки — от всецелого одобрения до полного неприятия и требований немедленно выйти из экуменических организаций, в первую очередь Всемирного совета церквей. Членство Русской православной церкви в другой экуменической организации — Конференции европейских церквей — было приостановлено в 2008 году. В целом в Русской православной церкви преобладает негативное отношение к экуменизму.

## Предыстория
Официальные межконфессиональные контакты, имевшие непосредственное отношение к вопросу о восстановлении общения с инославными, в дореволюционный период Русской православной церкви не были многочисленны.
В 1716—1720 годах состоялись первые контакты с англиканами. В начале XVIII века с вопросом воссоединения с Русской православной церковью обратилась группа англиканских епископов, — «неприсягающих», отделившихся от Англиканской церкви в 1690 году, после того как они отказались присягать на верность королю Вильгельму III. Контакты с Англиканской церковью активизировались в 1860-х годах вследствие соприкосновения обеих Церквей на северо-западном побережье Америки.
После провозглашения на I Ватиканском соборе в 1870 году догмата о папской непогрешимости от католичества отделились старокатолики. Учреждённый в 1871 году Санкт-Петербургский отдел Общества любителей духовного просвещения постановил «поддерживать сношения с поборниками Православной Истины за границей, оказывая им нравственную опору».

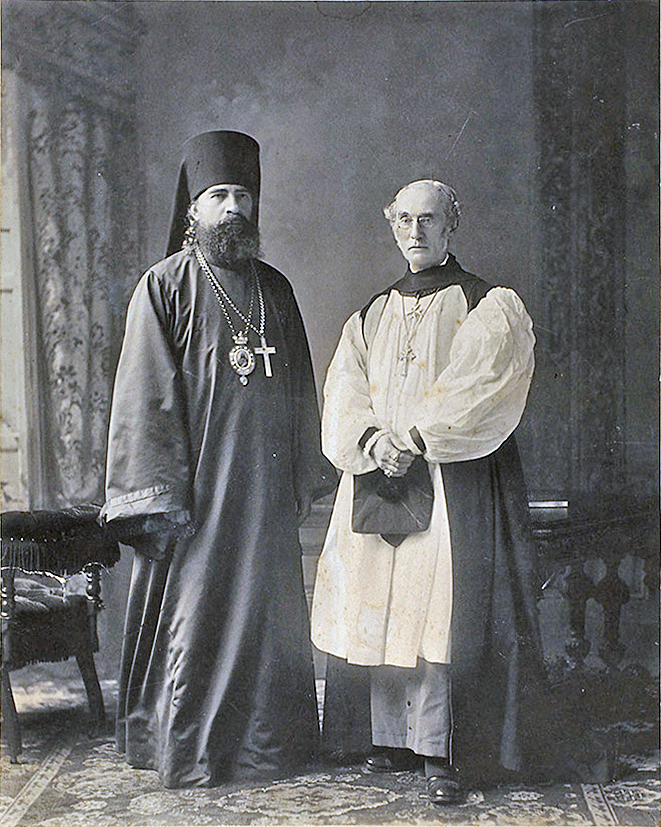
Архиепископ Антоний (Вадковский) и неустановленный клирик англиканской церкви (предположительно, архиепископ Йоркский Маклаган, Уильям). 1897

В 1895—1897 годах активизировались переговоры с англиканами о возможности сближения. Переговоры окончились ничем.
В 1894—1914 годах Русская православная церковь вела богословский диалог со старокатоликами, который осуществлялся в рамках Петербургской и Роттердамской комиссий.
В начале XX века возобновились переговоры с Епископальной церковью в США при участии епископа Русской православной церкви в Северной Америке Тихона (Беллавина).
В 1914 году была образована Синодальная комиссия для изучения вопроса о взаимоотношениях Православия и Англиканства.
В целом, по оценке протоиерея Максима Козлова, «применительно к истории Русской Православной Церкви до 1917 года представляется вообще затруднительным использование термина „экуменическое движение“. В этом смысле название таких книг, как „Православие и экуменизм“, с привлечением материала XVIII—XIX веков чисто исторически не вполне корректно. Целесообразно говорить лишь о межконфессиональных контактах Русской Церкви».

## История
Непосредственное взаимодействие Русской православной церкви с экуменическим движением начинается по мере возобновления международных контактов Московской патриархии после окончания Великой Отечественной войны.
На декабрь 1946 года Всемирным советом церквей и Московской патриархией была назначена встреча для «ознакомления друг с другом и установления общей базы, целей и деятельности Совета Церквей». 12 августа 1946 года в специальном докладе на имя патриарха протоиерей Григорий Разумовский отмечал условия участия РПЦ МП в экуменическом движении:
Мы согласны вступить в экуменическое движение, если: 
1) лидеры экуменического движения откажутся на деле от покровительства нашим раскольникам (Феофил, Дионисий, Герман Аав, Анастасий, Иоанн Шанхайский) и фактически проявят действия известного этим лидерам давления на раскольников, в целях воссоединения их в юрисдикции Святейшего Патриарха Московского;
2) если ни один из представителей наших раскольников не будет приглашён к участию в движении. Никаких Безобразовых, никаких Флоровских и других креатур парижского Богословского Института к участию в движении не должно быть допущено.
Или они, экуменисты, пожелают иметь дело с единой целостной (в своих прежних границах) Русской Православной Церковью, или в экуменическом движении не будет участвовать ни одна из Поместных Православных Церквей (восточных, балканских и др.) Таков наш ультиматум. Чтобы он мог быть удовлетворён — следует сколотить блок всех православных и неправославных, но находящихся или на территории СССР или в сфере влияния СССР (армяне, старокатолики) церквей.
Однако Всемирным советом церквей этот «ультиматум» не был принят, и на Московском всеправославном совещании 1948 года Антиохийская, Александрийская, Грузинская, Сербская, Румынская, Болгарская, Албанская, Польская и Русская православные поместные церкви в резолюции «Экуменическое движение и Православная Церковь» отметили, что «принуждены отказаться от участия в экуменическом движении, в современном его плане».
В 1954 года II Ассамблея ВСЦ в Эванстоне (США) приняла специальное обращение к Русской православной церкви, приглашая её к участию в экуменическом движении. При таких условия министр иностранных дел СССР А. А. Громыко посчитал, что в целях оказания влияния на характер деятельности ВСЦ можно было бы рассмотреть вопрос об участии в этой организации Русской православной церкви. В июне 1956 года делегация христианских Церквей СССР во главе с митрополитом Николаем (Ярушевичем) ведёт в США переговоры с председателем Исполнительного комитета ВСЦ доктором Фрэйем по вопросу о встрече представителей ВСЦ и Русской православной церкви. С 1957 года Московская Патриархия уже не возражает против пересмотра решений 1948 года, но считает, что для участия Русской Православной Церкви в экуменическом движении необходимо согласие автокефальных Церквей. С этого времени критические публикации об экуменизме исчезают со страниц ЖМП, тон статей, посвященных экуменическому движению, становится доброжелательным. Так, в 1958 году председатель ОВЦС митрополит Крутицкий и Коломенский Николай (Ярушевич), выступая в Московской духовной академии, декларировал позицию РПЦ МП по отношению к участию в экуменическом движении. Основной причиной для пересмотра решений совещания послужил аргумент о необходимости проповеди православия среди инославных. По словам митрополита Николая, «благодаря участию одних Православных Церквей» произошла «эволюция экуменического движения»… «соприкасаясь с нашей церковной жизнью, многие деятели экуменического движения совершенно изменили своё представление о православии». Поэтому, продолжал митрополит Николай, надо «усилить наше внимание к его развитию».
В 1960 году произошла радикальная перемена в отношениях Русской православной церкви с экуменическим движением, что было связано с назначением 21 июня 1960 года на должность председателя ОВЦС архимандрита Никодима (Ротова) (вскоре он стал митрополитом). С этого момента РПЦ МП стала непосредственным и активным участником экуменического движения. 11 апреля 1961 года патриарх Алексий I выступил с заявлением о вступлении РПЦ МП во Всемирный совет церквей (ВСЦ), в котором подтвердил согласие РПЦ МП с Конституцией ВСЦ и соответствие РПЦ МП требованиям ВСЦ ко вновь вступающим членам. «РПЦ МП не только всегда молилась и молится о благостоянии Святых Божиих Церквей и соединении всех, но и полна решимости нести свой вклад в великое дело христианского единства по линии бывших движений „Веры и Устройства“, „Жизни и Деятельности“ и „Международной Дружбы посредством Церквей“».
Архиерейский собор в 18 июля 1961 года в определении по докладу митрополита Никодима одобрил вступление РПЦ МП во Всемирный совет церквей и, таким образом, закрепил пересмотр решений московского Всеправославного совещания 1948 года.
Эпоха в жизни РПЦ МП с 1960 по 1978 год, когда ОВЦС находился под руководством митрополита Никодима, характеризуется усилением контактов РПЦ МП с Ватиканом. Споры вызвало решение Священного синода от 16 декабря 1969 года, согласно которому священнослужителям Московского патриархата разрешалось «преподавать благодать Святых Таинств католикам и старообрядцам в случаях крайней в сем духовной необходимости для последних и при отсутствии на местах их священников». В «Журнале Московской Патриархии» за май 1970 года было опубликовано разъяснение митрополита Ленинградского и Новгородского Никодима, в котором подчёркивалось, что данное разрешение допускается лишь в случае болезни и из-за невозможности обращения к священнослужителям своих Церквей. «В таких случаях духовенству Русской Православной Церкви надлежит проявлять пастырскую заботу и преподавать нуждающимся духовное утешение и Святые Таинства», добавив, что «Православная и Римско-Католическая Церкви имеют одинаковое учение о Святых Таинствах и взаимно признают действенность этих Таинств, совершаемых в них». Впоследствии митрополит Никодим пояснял, что «подобное имело место в 1878 году, когда Константинопольский Синод вменил в обязанность греческим православным священникам совершать таинства для армян там, где у них не имеется церквей и священников». Это решение Священного синода было подтверждено на Поместном соборе 1971 года, что вызвало недоумение и критику. Так, оно было осуждено Элладском синодом и осуждено как еретическое на Архиерейском соборе РПЦЗ в 1974 году. Сам митрополит Никодим шёл в экуменизме гораздо дальше, чем решение Синода 1969 года: 14 декабря 1970 года в Базилике святого Петра в Риме он преподал православное причастие католическим клирикам, нарушая многие правила Православной церкви, по этой причине Собор РПЦЗ определил его действия как предательство Православия.
Этот период продолжился и после смерти Никодима (Ротова) в 1978 году. Продолжались совместные молитвы и богослужения, так, например, в 1983 году архиепископ Кирилл (Гундяев) на Архиерейском соборе РПЦЗ в Окружном послании подвергся критике за то, что служил Лимскую литургию вместе с многочисленными протестантами из самых разнообразных конфессий. Хотя во время Лимской литургии православные и католики не причащались, Кирилл «возглавлял молитву о том, чтобы „мы скоро достигли видимого общения в Теле Христовом, благословляя хлеб и чашу на том же престоле“». Лимскую литургию Собор РПЦЗ назвал «фальшивым объединением», а экуменизм как ересь, и всех, кто его исповедует, предал анафеме.
В заявлении Священного синода от 20 марта 1980 года говорится следующее:
Труды в экуменической сфере, их развитие и углубление также должны оставаться в центре внимания нашей Церкви. И, в частности, богословские диалоги с неправославными Церквами имеют целью стремление к достижению единства… Мы полагаем необходимым продолжать углублять эти диалоги… Мы считаем необходимым дальнейшее углубление участия Православной Церкви в текущей деятельности ВСЦ, а также Конференции Европейских Церквей
Как отмечал диакон Андрей Кураев, «в 70−80-е годы в порядке вещей было, что любому епископу могли позвонить из ОВЦС МП и в директивном тоне сообщить, что, мол, тогда-то вы должны принять гостя нашей Патриархии кардинала такого-то, отслужить с ним и дать ему возможность сказать приветственное слово в вашем соборе».
29 июля 1986 года Священный синод, рассмотрев своё «разъяснение» от 16 декабря 1969 года о допуске в порядке икономии к Святым Тайнам римо-католиков, постановил: «Ввиду поступающих запросов по поводу данного Разъяснения Священный Синод сообщает, что практика эта не получила развития, и определяет отложить применение синодального Разъяснения от 16 декабря 1969 года до решения этого вопроса Православной Полнотой», что означало окончание практики преподавания Причастия неправославным.
На Архиерейском соборе РПЦ 1994 года с докладом «Об отношении Русской Православной Церкви к межхристианскому сотрудничеству в поисках единства» выступил председатель Синодальной богословской комиссии митрополит Филарет (Вахромеев). В докладе был затронут вопрос о допустимости для православных участвовать в «экуменической молитве о христианском единстве», которая совершается ежегодно в январе во время недели молитв о единстве с присутствием христиан разных исповеданий. В докладе отмечалось, что Православная церковь не признаёт католиков, протестантов и англикан еретиками, несмотря на отсутствие с ними евхаристического общения и наличие догматических разногласий. В соответствии с докладом Православная церковь признаёт действительность крещения, евхаристии, священства, епископата католиков и наличие у них апостольского преемства. В отношении протестантов и англикан в докладе было сказано, что Православная церковь признаёт действительность их таинства крещения:
Они разделённые наши братья во Христе, братья по вере в Триединого Бога, по вере в Господа Иисуса Христа как Бога и Спасителя, братья по сопричастности к Телу Христову (то есть к Церкви Христовой) через Таинство Крещения, действительность которого у них мы признаём (исповедуя едино Крещение), братья по христианскому сообществу, которым мы свидетельствуем истину Святого Православия, Предание и неповрежденную веру Древней Церкви.
По докладу митрополита Филарета Архиерейский собор принял определение «Об отношении Русской Православной Церкви к межхристианскому сотрудничеству в поисках единства», которым вопрос о целесообразности или нецелесообразности молитв с инославными христианами во время официальных встреч, светских торжеств, конференций, богословских диалогов, переговоров, а также в иных случаях был передан «на благоусмотрение Священноначалия в общецерковной внешней деятельности и на благоусмотрение епархиальных Преосвященных в делах внутриепархиальной жизни». По оценке диакона Андрея Кураева, «на самом деле это была форма освобождения наших архиереев от крепостной экуменической зависимости, им фактически было дано право сказать „нет“ экуменизму».
На Архиерейском соборе РПЦ под председательством патриарха Алексия II в августе 2000 году были приняты «Основные принципы отношения к инославию», в которых сказано, что:

Православная церковь не может принять тезис о том, что, несмотря на исторические разделения, принципиальное, глубинное единство христиан якобы нарушено не было и что Церковь должна пониматься совпадающей со всем «христианским миром», что христианское единство якобы существует «поверх деноминационных барьеров» (II. 4), «совершенно неприемлема и связанная с вышеизложенной концепцией так называемая „теория ветвей“, утверждающая нормальность и даже провиденциальность существования христианства в виде отдельных „ветвей“» (II. 5), «Православная церковь не может признавать „равенство деноминаций“. Отпавшие от Церкви не могут быть воссоединены с ней в том состоянии, в каком находятся ныне, имеющиеся догматические расхождения должны быть преодолены, а не просто обойдены».
Однако, засвидетельствовав таким образом несогласие с протестантской «теорией ветвей», «Основные принципы» подчеркнули позитивную цель экуменического движения и осудили враждебное отношение к его задаче:

Важнейшей целью отношений Православной Церкви с инославием является восстановление богозаповеданного единства христиан (Ин. 17, 21), которое входит в Божественный замысел и принадлежит к самой сути христианства. Это задача первостепенной важности для Православной Церкви на всех уровнях её бытия.

Безразличие по отношению к этой задаче или отвержение её является грехом против заповеди Божией о единстве. По словам святителя Василия Великого, "искренно и истинно работающим для Господа надо о том единственно прилагать старание, чтобы привести опять к единству Церкви, так многочастно между собой разделенные.
При этом отношение РПЦ к экуменическому движению (как отмечено в специальном приложении) формулируется следующим образом: «важнейшая цель православного участия в экуменическом движении всегда состояла и должна состоять в будущем в том, чтобы нести свидетельство о вероучении и кафолическом предании Церкви, и в первую очередь истину о единстве Церкви, как оно осуществляется в жизни Поместных православных церквей». Членство РПЦ во Всемирном совете церквей, говорится далее, не означает признания его церковной реальностью самого по себе: «Духовная ценность и значимость ВСЦ обуславливается готовностью и стремлением членов ВСЦ слышать и отвечать на свидетельство кафолической Истины». В целом после принятия этого документа позиция Русской православной церкви стала заметно консервативнее.
20 апреля 2005 года Священный синод постановил опубликовать согласованный с РПЦЗ документ «Об отношении к инославным вероисповеданиям и межконфессиональным организациям», где говорилось:

Условием участия Православной Церкви в межконфессиональных организациях, в том числе во Всемирном совете церквей, является исключение религиозного синкретизма. Православные христиане настаивают на своём праве свободно исповедовать веру в Православную Церковь как Единую Святую Соборную и Апостольскую Церковь без каких-либо уступок так называемой «теории ветвей» и решительно отвергают всякие попытки размывания православной экклезиологии. Православная Церковь исключает всякую возможность литургического общения с неправославными. В частности, представляется недопустимым участие православных в литургических действиях, связанных с так называемыми экуменическими или межконфессиональными богослужениями.
17 июля 2006 года Священный синод «принципиально одобрил» предложенные комиссиями проекты документов, в том числе и процитированный выше.
В марте 2007 года профессор МДА протоиерей Валентин Асмус отметил:

Наша Церковь давно пережила то увлечение экуменизмом, которое было свойственно, что греха таить, наверное, всем Православным Церквам, определённое время в десятилетия после второй мировой войны. И в наше время наша Русская Православная Церковь находится, не побоюсь сказать, впереди борьбы против эксцессов этого непродуманного легкомысленного экуменизма, который и прежде нанес ущерб Православию и продолжает его наносить. Думаю, именно наша Церковь была инициатором того, что не состоялось запланированное некоторыми Православными Поместными Церквами унии с монофизитами. <…> И это воссоединение не состоялось, прежде всего потому, что Русская Православная Церковь выступила против.

Русская Православная Церковь выступает против православно-католического экуменизма, против униатизма, который насаждается агрессивно и ловкими приемами защищается современным католицизмом.
С мая 1980 года время от времени проходят встречи Смешанной богословской православно-римско-католической комиссии по диалогу между Поместными православными церквями и Римско-католической церковью. Председатель отдела внешних церковных связей Московского патриархата митрополит Иларион (Алфеев) заявил, что «вступая в диалог, православная церковь отказалась от употребления термина „ересь“ в отношении католичества», пояснив, что мораторий на употребление данного термина на время работы богословской комиссии по православно-католическому диалогу вовсе не значит, что с повестки дня снят сам термин «ересь» или сняты те разногласия, которые существуют между православными и католиками. Действующий патриарх Русской православной церкви Кирилл при выступлении на Поместном соборе РПЦ 2009 года подчёркнуто и во всеуслышание употребил термин «католическая ересь», а во время проповеди в Тутаеве 11 сентября 2010 года идею унии с Католической церковью назвал «еретическим отступлением от истин православной веры».
Противоречивые оценки вызвала встреча патриарха Кирилла и папы римского Франциска, состоявшаяся 12 февраля 2016 года в Гаване. После неё некоторые клирики прекратили поминать патриарха Кирилла